# Bitwa morska w Cieśninie Dardanelskiej (1657)
Bitwa morska w Cieśninie Dardanelskiej – starcie zbrojne, które miało miejsce 17 lipca 1657 podczas wojny wenecko-tureckiej (1645–1669).
Bitwa stoczona została przy wejściu do Cieśniny Dardanelskiej. Flota wenecko-maltańsko-papieska licząca 31 okrętów (13 liniowców i fregat, w tym kilka wynajętych od Holendrów, 7 mniejszych żaglowców, 7 galeas i 4 galery) pod wodzą Lazzaro Mocenigo starła się z flotą turecką liczącą 58 okrętów (18 żaglowców, 10 galeas, 30 galer). Spośród tureckich żaglowców okręt flagowy oraz dwa inne żaglowce osiadły na mieliźnie w pobliżu Troi, gdzie zostały spalone. Jeden został zatopiony w pobliżu Tenedos, inny zdobyty przez wenecki okręt Principessa piccola. Spośród okrętów wiosłowych 1 galeasa została zatopiona, 4 osiadły na mieliźnie (część z nich spalona została w 3 dni później), 1 galeasa zdobyta, a 1 galera wpadła w ręce Wenecjan następnego dnia. Zdecydowane zwycięstwo Wenecjan. Ci stracili jedynie jedną galerę, która za to była okrętem flagowym (wyleciała w powietrze następnego dnia po bitwie).
W bitwie zginął naczelny wódz floty weneckiej Lazzaro Mocenigo, na którego upadł walący się maszt okrętu flagowego.